# 5 groszy 1939 z otworem

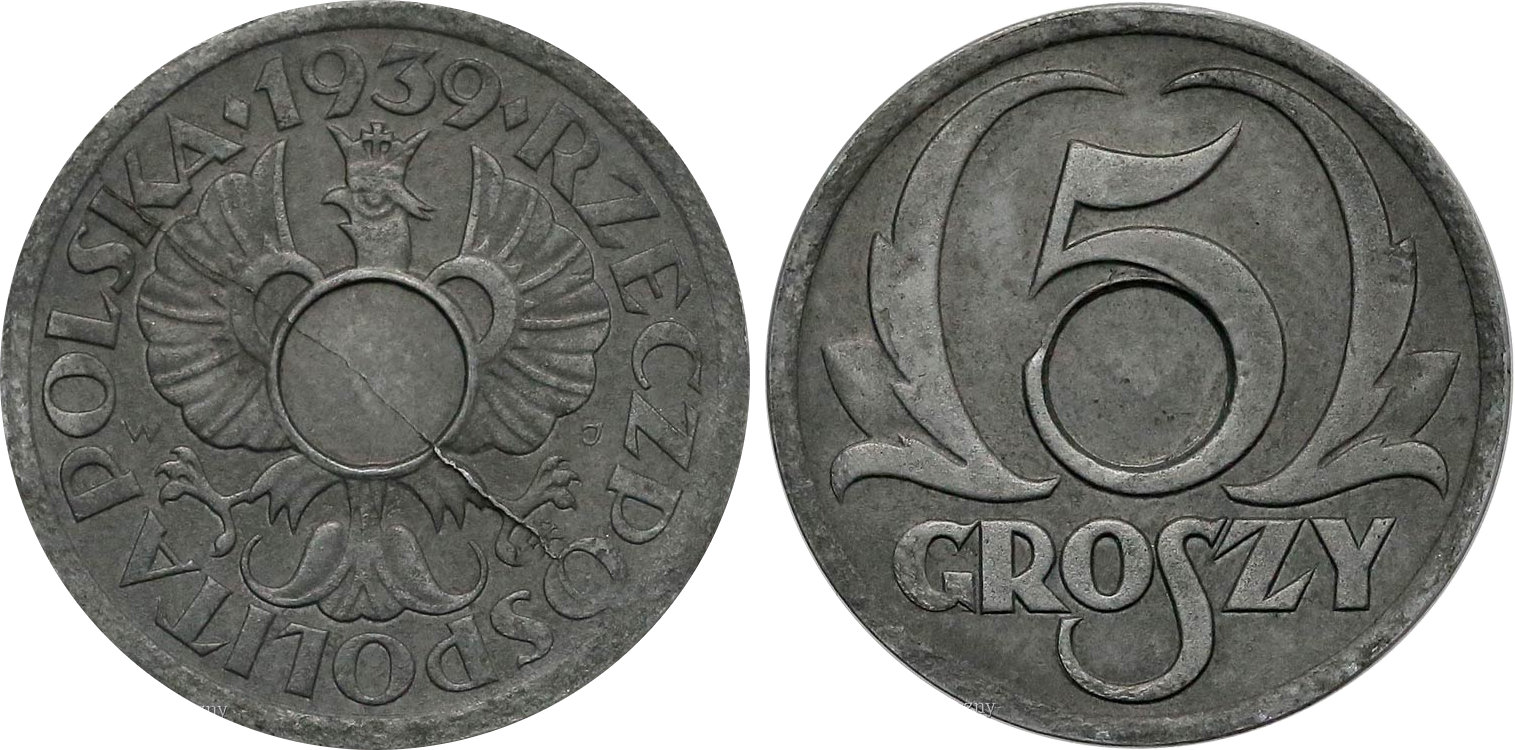
Destrukt menniczy – 5 groszy 1939 cynk bez otworu

5 groszy 1939 z otworem – moneta pięciogroszowa, bita w cynku, wprowadzona do obiegu w Generalny Gubernatorstwie rozporządzeniem z 11 maja 1943 r., wycofana w dniu reformy walutowej z 30 października 1950 r.

## Awers
W centralnym punkcie umieszczono stylizowanego orła w koronie, powyżej rok „1939", dookoła napis „RZECZPOSPOLITA POLSKA” oraz inicjały WJ projektanta, pod łapą orła herb Kościesza – znak mennicy w Warszawie. W środku orła centralny otwór.

## Rewers
Na tej stronie monety znajduje się cyfra „5" z ozdobnikami z lewej i prawej strony oraz napis „GROSZY”. W środku cyfry „5" centralny otwór.

## Nakład
Pięciogroszówkę bito w cynku na krążku o średnicy 16 mm i centralnym otworem o średnicy 4 mm, o masie 1,6 grama, z rantem gładkim, wg zmodyfikowanego projektu Wojciech Jastrzębowskiego, w mennicy w Warszawie, w nakładzie 15 324 000 sztuk.

## Opis
Dekret PKWN z 24 sierpnia 1944 r. pozostawiał monety groszowe w obiegu aż do reformy walutowej z 30 października 1950. Po tej dacie, dopuszczone zostały do obrotu wyłącznie te emitowane przez Narodowy Bank Polski, a więc pięciogroszówka z otworem przestała być automatycznie monetą obiegową.
Jest to jedyna moneta bita za czasów Generalnego Gubernatorstwa w ramach emisji w cynku uzupełniających znikający z obiegu bilon II Rzeczypospolitej (wartość surowca), w przypadku której w odniesieniu do pierwowzoru dokonano znaczących modyfikacji średnicy i rodzaju wykorzystanego krążka. Powodem zmiany był fakt, że przedwojenne monety 5 i 20 groszy miały tę samą średnicę, więc po wybiciu obydwu w cynku starymi stemplami mogłyby się pojawić problemy z ich rozróżnieniem w powszechnym obiegu. W Generalnym Gubernatorstwie w cynku bito 20-groszówkę od 1941 r., a pięciogroszówkę z otworem – dopiero od 1943 r.
Monetę, z niezmienioną datą roczną 1939, bito w latach 1943 oraz 1944:
| Rok  | Wybito (sztuk) |
| ---- | -------------- |
| 1943 | 12 055 000     |
| 1944 | 3 269 000      |

W obrocie kolekcjonerskim zdarzają się rzadko egzemplarze bez otworu, ale z wyraźnym miejscem przeznaczonym na otwór, będące destruktami menniczymi.
Moneta miała identyczną średnicę jak 5 groszy wzór 1958.

## Wersje próbne
Istnieją próbne wersje tej monety z wklęsłym napisem PRÓBA.